# Tormis Laine
Tormis Laine (ur. 6 sierpnia 2000 w Tallinnie) – estoński narciarz alpejski, olimpijczyk.

## Osiągnięcia

### Igrzyska olimpijskie
| Miejsce | Dzień     | Rok  | Miejscowość | Konkurencja | Czas biegu | Strata | Zwycięzca       |
| ------- | --------- | ---- | ----------- | ----------- | ---------- | ------ | --------------- |
| 40.     | 18 lutego | 2018 | Pjongczang  | Gigant      | 2:18,04    | +12,84 | Marcel Hirscher |
| DNF1    | 22 lutego | 2018 | Pjongczang  | Slalom      | 1:38,99    | -      | André Myhrer    |
| DNF1    | 13 lutego | 2022 | Pekin       | Gigant      | 2:09,35    | -      | Marco Odermatt  |
| DNF1    | 16 lutego | 2022 | Pekin       | Slalom      | 1:44,09    | -      | Clément Noël    |

### Mistrzostwa świata
| Miejsce | Dzień     | Rok  | Miejscowość       | Konkurencja | Czas biegu | Strata | Zwycięzca              |
| ------- | --------- | ---- | ----------------- | ----------- | ---------- | ------ | ---------------------- |
| DNF1    | 17 lutego | 2019 | Åre               | Slalom      | 2:05,86    | -      | Marcel Hirscher        |
| 47.     | 19 lutego | 2021 | Cortina d’Ampezzo | Gigant      | 2:05,86    | -      | Mathieu Faivre         |
| DNF2    | 21 lutego | 2021 | Cortina d’Ampezzo | Slalom      | 1:46,48    | -      | Sebastian Foss Solevåg |

### Mistrzostwa świata juniorów
| Miejsce | Dzień     | Rok  | Miejscowość  | Konkurencja | Czas biegu | Strata | Zwycięzca        |
| ------- | --------- | ---- | ------------ | ----------- | ---------- | ------ | ---------------- |
| DNF1    | 6 lutego  | 2018 | Davos        | Gigant      | 1:39,47    | -      | Marco Odermatt   |
| DNF1    | 7 lutego  | 2018 | Davos        | Slalom      | 1:45,31    | -      | Clément Noël     |
| DNF2    | 25 lutego | 2019 | Val di Fassa | Gigant      | 1:57,96    | +0,93  | River Radamus    |
| 25.     | 26 lutego | 2019 | Val di Fassa | Slalom      | 1:46,52    | +4,97  | Alex Vinatzer    |
| 20.     | 4 marca   | 2021 | Bansko       | Gigant      | 1:45,33    | +3,79  | Lukas Feurstein  |
| 9.      | 5 marca   | 2021 | Bansko       | Slalom      | 1:40,36    | +3,08  | Benjamon Ritchie |

### Puchar Świata

#### Miejsca w klasyfikacji generalnej
- sezon 2020/2021: -
- sezon 2021/2022:

#### Miejsca na podium
Laine nie stanął na podium zawodów PŚ.